# بخش هارتفورد (شهرستان ترامپول، اوهایو)
بخش هارتفورد (به انگلیسی: Hartford Township) یک منطقهٔ مسکونی در ایالات متحده آمریکا است که در شهرستان ترامبل، اوهایو واقع شده‌است.
 بخش هارتفورد ۶۸٫۷ کیلومتر مربع مساحت و ۲٬۱۰۴ نفر جمعیت دارد و ۳۶۶ متر بالاتر از سطح دریا واقع شده‌است.